# Hydrocotyle brittonii
Hydrocotyle brittonii är en växtart i släktet Hydrocotyle och familjen araliaväxter.
Arten förekommer på Jamaica. Den beskrevs av Mildred Esther Mathias 1936.